# Quartäre Prävention
Quartäre Prävention bezeichnet das Vermeiden unnötiger medizinischer Maßnahmen oder Übermedikalisierungen.
Das Prinzip primum non nocere ist ein Grundpfeiler der Medizin. Die Aufgabe, ein Zuviel an medizinischen Interventionen zu vermeiden, ist vor allem für die Hausarztmedizin von zentraler Bedeutung.

## Konzept
| Arten der Prävention | Arten der Prävention | Arten der Prävention | Seite des Arztes                                                                  | Seite des Arztes                                                              |
| Arten der Prävention | Arten der Prävention | Arten der Prävention | Krankheit                                                                         |                                                                               |
| Arten der Prävention | Arten der Prävention | Arten der Prävention | nicht vorhanden                                                                   | vorhanden                                                                     |
| Seite des Patienten  | Gesundheitsstörung   | nicht vorhanden      | Primäre Prävention (Gesundheitsstörung nicht vorhanden Krankheit nicht vorhanden) | Sekundäre Prävention (Gesundheitsstörung nicht vorhanden Krankheit vorhanden) |
| Seite des Patienten  | Gesundheitsstörung   | vorhanden            | Quartäre Prävention (Gesundheitsstörung vorhanden Krankheit nicht vorhanden)      | Tertiäre Prävention (Gesundheitsstörung vorhanden Krankheit vorhanden)        |

Quartäre Prävention bedeutet die Verhinderung von Übermedikalisierung und unnützer Medizin.
Ihr Ziel ist es, Patienten zu erkennen, die gefährdet sind, einem Zuviel an medizinischen Maßnahmen ausgesetzt zu sein, die ihnen möglicherweise mehr schaden als nützen, und ihnen akzeptable Alternativen anzubieten. Das Konzept der quartären Prävention wurde von Marc Jamoulle 1986 erstmals beschrieben. 1999 wurde es durch das Internationale Klassifikationskomitee der Wonca anerkannt und 2003 im Wonca Dictionary of General/Family Practice veröffentlicht.

## Mittel
- Narrative Based Medicine ist das beste Mittel zur Umsetzung und bedeutet, das medizinisch Mögliche dem individuell Benötigten und Gewünschten anzupassen. Es setzt eine starke und tragfähige Beziehung zum Patienten und ihr Vertrauen in ärztliche Aufrichtigkeit und ärztliches Wissen voraus.[9]
- Evidence Based Medicine ist ein weiteres Mittel: Die Kenntnis realistischer prädiktiver Werte diagnostischer Tests und zu erwartender Effektgrössen von Nutzen und Schaden von Therapie- und Früherkennungsmassnahmen. Dies bietet erst die Möglichkeit, auf unnötige medizinische Interventionen zu verzichten.